# 中國—芬蘭關係
中芬關係（芬蘭語：Kiinan ja Suomen suhteet），是指歷史上的中國與芬蘭，以至現在中華人民共和國與芬蘭共和國之間的雙邊關係。

## 歷史

### 1910年代至1930年代
1917年前，芬蘭作為俄羅斯帝國的大公國，中芬關係屬中俄關係的一部份。1917年十月革命期間，芬蘭宣告獨立，但中華民國直至1923年才與芬蘭建立外交關係。1923年至1932年間，中華民國曾短暫在芬蘭設立外交機構。初期是代辦處，1925年代辦處升格為公使館。1932年4月28日，中華民國關閉駐芬蘭公使館，原館務併入駐瑞典公使館。

### 1940年代至2000年代
1949年中華人民共和國建國後，芬蘭是最早承認中華人民共和國的西方國家之一。芬蘭於1950年1月13日承認中華人民共和國，兩國於同年10月28日建交。首任中華人民共和國駐芬蘭公使由駐丹麥公使耿飈兼任，於1951年3月31日向時任芬蘭總統尤霍·库斯蒂·巴锡基维遞交國書，正式上任。翌年2月，芬蘭駐華公使館開館。同年5月9日，芬兰首任常驻中国公使克诺林向時任中華人民共和國中央人民政府主席毛泽东递交了国书。1954年10月，兩國外交關係升為大使級，中國亦在同年設立駐芬蘭大使館。
在文化大革命時期，芬蘭是少數未與中華人民共和國斷交的西方國家之一。1970年代初，芬蘭曾支持中華人民共和國取代中華民國在聯合國的代表地位。
自中芬建交以來，兩國關係稳定发展，在政治、经贸、科技、文化等领域的交往与合作取得显著成果。1986年，時任芬蘭總理卡莱维·索尔萨訪華，成為首位訪華的芬蘭政府首腦。1988年，時任芬蘭總統毛诺·科伊维斯托訪華，成為首位訪華的芬蘭國家元首。中國方面，1992年，時任中國國務院總理李鵬訪問芬蘭，成為首位訪芬的中國政府首腦。1995年，時任中共中央總書記兼中國國家主席江澤民訪問芬蘭，成為首位訪芬的中國國家元首。

### 2010年代至今
2013年4月，時任芬蘭總統绍利·尼尼斯托訪華進行國事訪問並參加博鳌亚洲论坛年会。時任中共中央總書記兼中國國家主席習近平与其就共同构建和推进面向未来的新型合作伙伴关系达成重要共识。同年9月，芬蘭曾派出時任总理于尔基·卡泰宁来华出席大连夏季达沃斯论坛。
2019年1月应中共中央总书记、中国国家主席习近平邀请，芬兰共和国总统绍利·尼尼斯托对中国进行了国事访问，习近平和中国国务院总理李克强先后与绍利·尼尼斯托进行了会谈，讨论了“一带一路”合作，北京冬奥会，欧盟一体化等问题。

## 經貿關係
- 中國出口到芬兰的产品（2012年）[8]
- 芬兰出口到中國的产品（2012年）[8]

1980年，芬蘭给予中國普惠制待遇。2005年，两国签署新的《中芬经济、工业和技术合作协定》。
在2004年至2008年，芬兰是中国在北欧的最大贸易伙伴。贸易方面，据统计，2013年中芬双边贸易额为97.4亿美元。其中中國對芬蘭出口額為58.3億美元。芬蘭對中國出口額為39.1億美元。据芬兰统计，2013年中芬双边贸易额为64.4亿欧元。其中中國對芬蘭出口額為36.8亿欧元。芬蘭對中國出口額為27.6亿欧元。
投资方面，据统计，截至2013年底，芬蘭共有477个对华投资项目，实际投资累计9.76亿美元。2013年中国对芬兰直接投资额为3154万美元。

## 文化關係
1980年，中芬首次簽訂文化合作交流计划，此后每3年续签。2010年，双方签署《中国和芬兰政府在文化、教育、科学、青年和体育领域合作谅解备忘录》。
2007年，芬蘭首家孔子學院在赫爾辛基揭牌。
自2007年起北京市人民政府和赫尔辛基市政府每年在赫尔辛基联合举办“中国春节庙会”活动。

## 外部連結
- 中华人民共和国驻芬兰共和国大使馆官方网站（简体中文）（英文）
  - 中华人民共和国驻芬兰共和国大使馆经济商务处官方网站（简体中文）
- 芬兰駐華大使館官方網站（简体中文）（英文）（文）（瑞典文）
- 中国春节庙会官方网站 （中文） （文） （英文）